# موش اسلوینز
موش اسلوینز (نام علمی: Peromyscus slevini) نام یک گونه از سرده موش‌های آهویی است.